# القصبة (صعدة)
القصبة هي إحدى قرى الجمهورية اليمنية. وهي تتبع جغرافيًا لمحافظة صعدة. وإداريًا لمديرية سحار. يبلغ تعداد سكانها 1196 نسمة حسب الإحصاء الذي جرى عام 2004.